# Silva Semadeni
Silva Anita Semadeni (Basilea, 8 febbraio 1952) è una storica, politica e insegnante svizzera.
È deputata al Consiglio nazionale nelle file del Partito Socialista Svizzero e insegna al liceo cantonale di Coira.

## Biografia
Silva Semadeni è cresciuta a Poschiavo, vallata di lingua italiana del Canton Grigioni. Si è laureata in storia, etnologia europea e letteratura italiana a Zurigo. Dal 1994 al 1996 ha rappresentato il Partito Socialista nel Consiglio comunale (legislativo) della Città di Coira, capoluogo del Canton Grigioni. Dal 1995 al 1999 e poi di nuovo dalle elezioni federali del 2011 rappresenta il suo cantone in seno al Consiglio nazionale, la camera del popolo. Le sue priorità politiche sono la protezione della natura, l'energia e la cultura.
Sposata e residente a Coira, dal 2002 è presidente di Pro Natura, la più importante organizzazione svizzera per la protezione della natura, ed è stata membro del Consiglio di fondazione di Pro Helvetia, la fondazione nazionale per la promozione della cultura.